# اتحاد اليابان لكرة القدم
تأسس اتحاد اليابان لكرة القدم (باليابانية: 日本サッカー協会 - نيهون ساكا كيوكاي) في عام 1921 وانضم إلى الاتحاد الدولي لكرة القدم في 1929 ثم انضم إلى الاتحاد الآسيوي لكرة القدم في 1954.